# Miguel Ángel Cortés Aranda
Miguel Ángel Cortés Aranda (Madrid, España, 2 de noviembre de 1964) es un periodista español.

## Biografía
Cursó sus estudios primarios en el Colegio Nuestra Señora de la Hoz de Madrid (1970-1978) y en el Instituto de Educación Secundaria San Juan Bautista de Madrid (1978-1982). Es licenciado en Ciencias de la Información en Periodismo en la Facultad de Ciencias de la Información (Universidad Complutense de Madrid) (1982-1986) y en Ciencias Empresariales (1986-1987) por la Escuela Universitaria de Estudios Empresariales, actual Facultad de Comercio y Turismo (Universidad Complutense de Madrid).
En julio de 1987 comenzó su carrera en Radiocadena Española en Málaga, donde obtuvo su puesto por oposición. A partir del 1 de enero de 1989 trabajó en Radio Nacional de España en Málaga, cubriendo tanto servicios informativos como deportes.
En febrero de 1989 se unió a Canal Sur Televisión, que había iniciado sus emisiones el 28 de febrero de ese año. En Canal Sur comenzó como redactor de deportes en Málaga y se integró en el equipo de narradores deportivos, cubriendo partidos de baloncesto de la ACB y la NBA, así como fútbol americano de la NFL. Entre septiembre de 1989 y junio de 1992, presentó y dirigió el programa La jugada internacional, centrado en la NBA y la NFL.
Entre 1992 y 1995 condujo el programa Terreno de juego, en el que narró más de veinte deportes y participó en eventos internacionales como los Juegos Olímpicos —presentando el programa Diario olímpico en 1992 dedicado a los Juegos Olímpicos de Barcelona—, Campeonatos Mundiales de Esquí Alpino, la Euroliga, los Campeonatos Iberoamericanos de Atletismo o la Ryder Cup. Durante la temporada 1993-1994 presentó la Jugada del Mundial dedicado a la Copa Mundial de Fútbol de 1994 y en la temporada 1995-1996 presentó Gol sur, dedicado a la Liga de Fútbol, y en las dos temporadas siguientes formó parte del equipo de narradores de la LFP.
Entre septiembre de 1997 y febrero de 1998, fue presentador de deportes en el informativo Noticias-2, bajo la dirección de Tom Martín Benítez. En febrero de 1998 fue designado jefe de Deportes de Canal Sur, puesto en el que se encargó de reestructurar y modernizar la programación deportiva, así como de diseñar la parrilla del nuevo Canal 2 Andalucía. Asumió también la dirección y presentación del programa Club deportivo (1998-1999), que posteriormente pasó a llamarse Gol a gol (1999-2004). Durante su gestión, el espacio ganó el premio al Mejor Programa Deportivo de 2001, otorgado por la Asociación de Telespectadores de Andalucía.
En esa etapa, también diseñó y dirigió la cobertura de grandes acontecimientos deportivos disputados en Andalucía, como los Juegos Mundiales Ecuestres de Jerez o el Mundial de Vela Olímpica en Cádiz.
En agosto de 2004 deja la jefatura de Deportes y se convierte en director y presentador del informativo diario Canal Sur Noticias 3 hasta enero de 2006, cumpliendo uno de sus sueños profesionales. Entre febrero de 2006 y febrero de 2009, dirigió el programa  Andalucía directo, que alcanzó altos niveles de audiencia y ganó el Premio Iris de la Academia de Televisión al Mejor Programa Autonómico Informativo en 2006. Posteriormente se integró en la dirección de los Servicios Informativos de Canal Sur Televisión como redactor jefe (2009-2011). En esa época asumió, además, la dirección del programa Objetivo abierto (2010-2011) centrado en información de tribunales.
Entre agosto de 2011 y septiembre de 2016, Cortés volvió a asumir la jefatura de Deportes de Canal Sur, donde presentó los programas Zona Champions (2011-2012) y La jugada (2011-2013) y los bloques de deportes de Canal Sur Noticias 2 (2013-2014) y de Canal Sur Noticias 1 (2014-2015). 
A partir de octubre de 2016 y hasta 2019 se encargó de coordinar los contenidos digitales de Canal Sur Media y de la narración de la Eurocup de baloncesto.
Debido a un glaucoma que le causó problemas de visión, abandonó la RTVA en 2020, tras más de 31 años en la empresa.

## Otras actividades
Además de su trabajo en televisión, Cortés ha colaborado con diversos medios, incluyendo el diario Málaga Hoy, la revista Feminova, la revista digital Vuelta y Vuelta y la Enciclopedia Electrónica de Andalucía. También ha presentado galas y eventos, y ha sido ponente en congresos y cursos. Fue vicepresidente de la Federación de Periodistas Deportivos de Andalucía desde el año 2000, y presidente desde 2005 hasta 2009. En febrero de 2021, se unió al proyecto Pumky Porte, una serie de animación para promover la actividad física y la alimentación saludable entre los niños.

## Vida personal
Está casado con María Isabel Gómez Fuentes, periodista y presentadora de Canal Sur Televisión, y tiene dos hijos: Diego y Carlos.

## Premios
- Premio de la Asociación de Telespectadores de Andalucía (ATEA) a Gol a gol como Mejor Programa Deportivo de 2001.
- Premio Andalucía de los Deportes a la Mejor Labor Periodística Deportiva de 2002.
- Premio de la Academia de las Ciencias y las Artes de Televisión (ATV) a Andalucía directo como Mejor Programa Informativo Autonómico de 2006.

## Publicaciones
En 2004 publicó junto al periodista Ángel Acién el libro Páginas de oro del fútbol andaluz, que recoge episodios destacados del fútbol andaluz según la prensa de la época. La segunda edición del libro se realizó en 2007.